# Makrinoú
Makrinoú (Makrinou) är en ort i Grekland.   Den ligger i prefekturen Nomós Aitolías kai Akarnanías och regionen Västra Grekland, i den centrala delen av landet, 190 km väster om huvudstaden Aten. Makrinoú ligger 450 meter över havet och antalet invånare är 131.
Terrängen runt Makrinoú är kuperad. Runt Makrinoú är det ganska glesbefolkat, med 25 invånare per kvadratkilometer. Närmaste större samhälle är Mesolóngi, 20,0 km sydväst om Makrinoú. I omgivningarna runt Makrinoú växer i huvudsak blandskog.